# Iryanthera hostmannii
Iryanthera hostmannii (Benth.) Warb. è una pianta della famiglia delle Myristicaceae originaria dell'ecozona neotropicale.

## Biochimica
La pianta contiene alcaloidi triptaminici enteogeni.